# 塗油
塗油（とゆ、英語: Anointing）には、以下のケースがある。

## キリスト教
- 正教会
  - 傅膏機密
  - 聖傅機密
- カトリック教会
  - 堅信
  - 病者の塗油
- 聖公会
  - 病人への塗油

## 旧約聖書
- 王、祭司、預言者への塗油